# Arinos (tiểu vùng)
Arinos là một tiểu vùng thuộc bang Mato Grosso, Brasil. Tiều vùng này có diện tích 54133 km², dân số năm 2007 là 67447 người.